# Čačvina
Čačvina falu Horvátországban Split-Dalmácia megyében. Közigazgatásilag Triljhez tartozik.

## Fekvése
Splittől légvonalban 31, közúton 50 km-re északkeletre, Sinjtől légvonalban 16, közúton 21 km-re délkeletre, községközpontjától 9 km-re keletre a dalmát Zagora területén, a Sinji mező délkeleti szélén, a Kamešnica-hegység délnyugati lábánál, a Cetina bal partján fekszik.

## Története
A Csecsveny vára alatti lejtőkön talált kerámia töredékek és a környék halomsírjai tanúsága szerint a terület már az ókorban is lakott volt. A vártól délkeletre fennmaradtak az 1. század közepén épített, Salonát Argentariával összekötő római kocsiút maradványai, melynek nyomvonalát egészen a mai utak megépítéséig használták. Az út a Cetina hídja után Sinji mező keleti szélén haladt a mai Vedrine településig, majd Čačvinán, Vrlopoljén, Velićen és Tijaricán át haladt a mai Buško-tó melletti települések felé. Ennek az útnak a mérföldköve került elő Velić területén egy szántóföldről. Čačvináról származik egy mára elveszett Merkúrnak szentelt oltár is. Gornja Čačvinán egy nagyobb, ismeretlen rendeltetésű ókori épület maradványait találták. A falu feletti várat 1200 körül építették a cetinai Triljből a bosznia Livnora vezető átjáró őrzésére. Első írásos említése 1345-ből származik „Chechuven” alakban. 1372-ben Nelipcsics Iváné, majd 1426-tól királyi vár. 1435-ben a Frangepánok birtoka lett, de 1436-ban már a Tallócziaké. A 15. század közepén átmenetileg Vukcsics István humi herceg szerezte meg, majd újra a Tallócziaké. A török terjeszkedés idején a 15. század második felében a horvát határvédelmi rendszer egyik kulcsfontosságú vára volt. A török a 16. század elején foglalta el és ágyús bástyákat épített hozzá. A vár egészen 1717-ig török kézen maradt. A vár alatti vidék 1513-ban került török uralom alá. 1686-ban Trilj környékével együtt szabadult fel a török uralom alól, de az 1699-es karlócai béke ismét török kézen hagyta. Közben 1698-ban Hercegovinából és Poljicáról új keresztény lakosság telepedett le. Végleges felszabadulása csak az újabb velencei-török háborút lezáró pozsareváci békét követően 1718-ban történt meg, mely az új határt a Kamešnica-hegységnél húzta meg. A felszabadulás után a grabi plébániához tartozott. Cupilli érsek 1718. június 16-án látogatta meg a várat és a települést és sem a várban sem a faluban nem talált templomot. Az érsek ekkor úgy rendelkezett, hogy a vár alatti első házat templommá alakítsák át és a Szent Őrzőangyalok tiszteletére szenteljék fel. Ezt követően épült fel a falu új temploma, melyet Szent Vid tiszteletére szenteltek. 1750-ben Bizza érsek vizitációjakor a templom egy náddal fedett épület volt. Valamivel később Cippico érsek már Mindenszentek templomnak nevezi. A velencei uralomnak 1797-ben vége szakadt és osztrák csapatok vonultak be Dalmáciába. 1806-ban az osztrákokat legyőző franciák uralma alá került, de Napóleon lipcsei veresége után 1813-ban újra az osztrákoké lett. 1825-ben megalapították az önálló čačvinai plébániát, de ez az állapot nem tartott sokáig. Az 1849-es érseki rendelet ismét a grabi plébániához csatolta, szolgálatát káplán látta volna el. Ennek ellenére a čačvinai plébánia a valóságban továbbra is önálló maradt és élte a saját életét, sőt az itteni plébános közben még a közeli Strizirep szolgálatát is ellátta. A településnek 1857-ben 124, 1910-ben 302 lakosa volt. 1918-ban az új szerb-horvát-szlovén állam, majd később Jugoszlávia része lett. A második világháború idején a Független Horvát Állam része lett. A háború után a szocialista Jugoszláviához került. 1991 óta a független Horvátországhoz tartozik. 2011-ben a településnek 93 lakosa volt.

## Lakosság
| Lakosság változása | Lakosság változása | Lakosság változása | Lakosság változása | Lakosság változása | Lakosság változása | Lakosság változása | Lakosság változása | Lakosság változása | Lakosság változása | Lakosság változása | Lakosság változása | Lakosság változása | Lakosság változása | Lakosság változása | Lakosság változása |
| ------------------ | ------------------ | ------------------ | ------------------ | ------------------ | ------------------ | ------------------ | ------------------ | ------------------ | ------------------ | ------------------ | ------------------ | ------------------ | ------------------ | ------------------ | ------------------ |
| 1857               | 1869               | 1880               | 1890               | 1900               | 1910               | 1921               | 1931               | 1948               | 1953               | 1961               | 1971               | 1981               | 1991               | 2001               | 2011               |
| 124                | 0                  | 247                | 267                | 326                | 302                | 0                  | 140                | 279                | 298                | 291                | 288                | 260                | 155                | 98                 | 93                 |

## Nevezetességei
- A település mellett egy 705 méter magas hegyen áll Csecsveny vára. A vár 1200 körül épült, 1372-ben Nelipcsics Iváné, majd 1426-tól királyi vár. Ezután több birtokosa volt. A 16. században elfoglalta a török, és csak a 18. században szabadult fel. Ezután hadi jelentőségét elvesztve pusztulni hagyták. Tekintélyes romjai a falu felett emelkednek.
- A vár alatt áll a Mindenszentek plébániatemplom.[4] Építési ideje nem ismert, de mindenképpen 1718 után és 1750 előtt építették. 1871-ben a homlokzat elé négy oszlopon nyugvó harangtornyot építettek. Az oszlopok közötti három nagy nyílás szolgál a templom bejáratául. Az oltárkép a  Szentháromságot, a Szűzanyát és a szenteket ábrázolja. 1993-ban a templomot teljesen felújították. Új oltárt, kő padozatot és harangot kapott. A  templomnak négyszögletes apszisa van, hosszúsága 13,50 méter, szélessége 6 méter. A templom területét kőből rakott kerítés övezi.